# Dean Schoppe
Dean Schoppe (* 29. Dezember 1956) ist ein US-amerikanischer Badmintonspieler. 

## Karriere
Dean Schoppe siegte 2000 bei den Brazil International im Herrendoppel mit Mathew Fogarty. 2003, 2006 und 2009 nahm er an den Badminton-Weltmeisterschaften teil, bei seiner letzten Teilnahme immerhin schon 52 Jahre alt. 1993 wurde er mit dem Ken Davidson Award ausgezeichnet.

## Sportliche Erfolge
| Saison | Veranstaltung        | Disziplin    | Platz | Name                          |
| ------ | -------------------- | ------------ | ----- | ----------------------------- |
| 2000   | Brazil International | Herrendoppel | 1     | Mathew Fogarty / Dean Schoppe |
| 2003   | Weltmeisterschaft    | Herrendoppel | 17    | Mathew Fogarty / Dean Schoppe |

## Referenzen
- Dean Schoppe beim Badminton-Weltverband

| Personendaten    | Personendaten                      |
| ---------------- | ---------------------------------- |
| NAME             | Schoppe, Dean                      |
| KURZBESCHREIBUNG | US-amerikanischer Badmintonspieler |
| GEBURTSDATUM     | 29. Dezember 1956                  |